# Установа „Култура” Бајина Башта
| Установа „Култура” |                                                             |
|                    |                                                             |
| Оснивач            | Општина Бајина Башта                                        |
| Основана:          | 2009.                                                       |
| Седиште:           | Вука Караџића 13 · Бајина Башта Србија                      |
| Директор:          | Јован Ђурић                                                 |
| Веб презентација   | [www.ustanovakulturabb.rs/ Установа „Култура” Бајина Башта] |

Установа „Култура” Бајина Башта је установа културе општине Бајина Башта, основана је 21. маја 2009. године. После почетних припрема званично почиње са радом 1. децембра 2009. године када су усвојена прва буџетска средства и запослен технички секретар установе. Крајем 2009. године Установа почиње са организацијом и првих културних активности. Концерт групе Orthodox Celts који је одржан на Божић 2010. године представља почетак озбиљнијег приступа организације културних садржаја.

## Дешавања
Од тада па до данас Установа „Култура” је организовала и спровела неколико десетина културних садржаја, а нису ни занемарљиви радови на санацији и адаптацији простора биоскопа и дома омладине.   
Данас у установи запослена су четири радника, ради реализовања основног циља, а то је културна, морална и духовна деконтаминација друштва и подизање квалитета живота младих.

## Биоскоп „Влаја”
Од 2010. године се биоскопске пројекције одржавају у континуитету 2 пута седмично. Биоскоп је по обнови добио и ново име – „Влаја”, по човеку који је у сали биоскопа дочекивао и испраћао многе генерације. Сала биоскопа има 174 места. Данас се у њој поред биоскопских пројекција изводе позоришне представе, књижевне вечери, разне промоције и трибине, као и остале културне активности.